# Europameisterschaften der Rhythmischen Sportgymnastik 2006
Die 23. Europameisterschaften der Rhythmischen Sportgymnastik fanden vom 22. bis zum 24. September 2006 in der russischen Hauptstadt Moskau statt.

## Siegerinnen
| Disziplin                   | Gold                                                                                        | Silber | Bronze |
| --------------------------- | ------------------------------------------------------------------------------------------- | --- | --- |
| Einzelfinals                |                                                                                             | | |
| Mehrkampf Details           | Wera Sessina                                                                                | Alina Kabajewa | Hanna Bessonowa |
| Gruppenfinals               |                                                                                             | | |
| Mehrkampf Details           | Russland Olesja Belugina Anna Gawrilenko Jelena Possewina Darja Schkurichina Natalja Sujewa | Italien Elisa Blanchi Fabrizia D’Ottavio Marinella Falca Francesca Pasinetti Elisa Santoni Matilde Spinelli              | Belarus Alessja Babuschkina Jauhenija Burlo Wera Dawidowitsch Dsina Chajtukewitsch Sinaida Lunina Hlafira Marzinowitsch |
| 5 Bänder Details            | Russland Olesja Belugina Anna Gawrilenko Jelena Possewina Darja Schkurichina Natalja Sujewa | Belarus Jauhenija Burlo Wera Dawidowitsch Dsina Chajtukewitsch Sinaida Lunina Hlafira Marzinowitsch Alessja Babuschkina* | Italien Elisa Blanchi Fabrizia D’Ottavio Marinella Falca Francesca Pasinetti Elisa Santoni Matilde Spinelli*            |
| 3 Reifen + 2 Keulen Details | Russland Olesja Belugina Anna Gawrilenko Jelena Possewina Darja Schkurichina Natalja Sujewa | Italien Elisa Blanchi Fabrizia D’Ottavio Marinella Falca Elisa Santoni Matilde Spinelli Francesca Pasinetti**            | Bulgarien Zweta Kussewa Jolita Manolowa Maja Paunowska Joanna Tantschewa Tatjana Tongowa Sorniza Marinowa**             |
| Juniorinnenfinals           |                                                                                             | | |
| Mannschaft Details          | Russland Jekaterina Donitsch Alexandra Jermakowa Darja Kondakowa Natalja Pitschuschkina     | Belarus Anastassija Iwankowa Maryja Juschkewitsch                                                                        | Bulgarien Biljana Prodanowa Filipa Siderowa                                                                             |
| Seil Details                | Alexandra Jermakowa                                                                         | Anastassija Iwankowa | Filipa Siderowa |
| Reifen Details              | Jekaterina Donitsch                                                                         | Filipa Siderowa | Walerija Schurchal |
| Keulen Details              | Natalja Pitschuschkina                                                                      | Maryja Juschkewitsch | Darija Kuschnerowa |
| Band Details                | Darja Kondakowa                                                                             | Biljana Prodanowa | Darija Kuschnerowa |

* nur im Finale 3 Reifen + 2 Keulen eingesetzt

**  nur im Finale 5 Bänder eingesetzt

## Ergebnisse

### Einzelmehrkampf
| Rang | Athletin               | Nation        |        |        |        |        | Gesamt |
| ---- | ---------------------- | ------------- | ------ | ------ | ------ | ------ | ------ |
|      | Wera Sessina           | Russland      | 17.100 | 17.550 | 17.475 | 17.275 | 69.400 |
|      | Alina Kabajewa         | Russland      | 16.550 | 17.500 | 17.550 | 17.500 | 69.150 |
|      | Hanna Bessonowa        | Ukraine       | 16.975 | 16.675 | 17.125 | 16.825 | 67.600 |
| 4    | Ina Schukawa           | Belarus       | 16.400 | 17.325 | 16.950 | 16.850 | 67.525 |
| 5    | Natalija Hodunko       | Ukraine       | 16.875 | 16.500 | 16.600 | 16.975 | 66.950 |
| 6    | Aliya Garayeva         | Aserbaidschan | 16.275 | 16.725 | 16.375 | 16.675 | 66.050 |
| 7    | Simona Pejtschewa      | Bulgarien     | 16.375 | 16.300 | 15.625 | 16.575 | 64.875 |
| 8    | Ljubou Tscharkaschyna  | Belarus       | 16.000 | 16.125 | 16.075 | 15.650 | 63.850 |
| 9    | Irina Risenson         | Israel        | 15.575 | 15.700 | 15.650 | 16.000 | 62.925 |
| 10   | Anna Gurbanova         | Aserbaidschan | 15.625 | 15.950 | 15.475 | 15.850 | 62.900 |
| 11   | Elisabet Paissiewa     | Bulgarien     | 15.425 | 15.825 | 14.950 | 15.375 | 61.575 |
| 12   | Jennifer Colino        | Spanien       | 15.250 | 15.450 | 15.350 | 15.300 | 61.350 |
| 13   | Eleni Andriola         | Griechenland  | 14.825 | 14.125 | 14.800 | 14.575 | 58.325 |
| 14   | Mojca Rode             | Slowenien     | 14.525 | 14.575 | 14.400 | 14.350 | 57.850 |
| 15   | Romina Laurito         | Italien       | 13.875 | 14.725 | 14.700 | 13.900 | 57.200 |
| 16   | Joanna Mitrosz         | Polen         | 14.200 | 14.200 | 14.425 | 14.150 | 56.975 |
| 17   | Carolina Rodríguez     | Spanien       | 13.150 | 14.550 | 13.900 | 13.500 | 55.100 |
| 18   | Iva Mendlíková         | Tschechien    | 13.025 | 13.625 | 13.075 | 13.450 | 53.175 |
| 19   | Anna Zdun              | Polen         | 12.450 | 12.825 | 11.975 | 12.800 | 50.050 |
| 20   | Evangelia Gkountroumpi | Griechenland  | 12.175 | 12.675 | 12.325 | 12.625 | 49.800 |

### Gruppenmehrkampf
| Rang | Nation        |        | +      | Gesamt |
| ---- | ------------- | ------ | ------ | ------ |
|      | Russland      | 16.900 | 16.500 | 33.400 |
|      | Italien       | 16.075 | 16.075 | 32.150 |
|      | Belarus       | 16.500 | 15.175 | 31.675 |
| 4    | Bulgarien     | 15.225 | 16.100 | 31.325 |
| 5    | Spanien       | 14.675 | 14.350 | 29.025 |
| 6    | Frankreich    | 14.200 | 14.450 | 28.650 |
| 7    | Aserbaidschan | 14.025 | 14.500 | 28.525 |
| 8    | Israel        | 13.750 | 14.700 | 28.450 |
| 9    | Ukraine       | 13.625 | 14.500 | 28.125 |
| 10   | Griechenland  | 13.425 | 14.600 | 28.025 |
| 11   | Polen         | 13.450 | 13.500 | 26.950 |
| 12   | Ungarn        | 13.125 | 13.750 | 26.875 |
| 13   | Österreich    | 13.450 | 13.325 | 26.775 |
| 14   | Finnland      | 13.000 | 12.825 | 25.825 |
| 15   | Niederlande   | 12.225 | 12.750 | 24.975 |
| 16   | Moldau        | 11.475 | 12.775 | 24.250 |
| 17   | Litauen       | 11.500 | 11.975 | 23.475 |
| 18   | Slowakei      | 11.750 | 11.175 | 22.925 |

### Gruppe 5 Bänder
| Rang | Nation        | D Score | A Score | E Score | Pen. | Gesamt |
| ---- | ------------- | ------- | ------- | ------- | ---- | ------ |
|      | Russland      | 7.600   | 8.700   | 8.200   |      | 16.350 |
|      | Belarus       | 7.450   | 8.450   | 8.300   |      | 16.250 |
|      | Italien       | 7.350   | 8.450   | 7.850   |      | 15.750 |
| 4    | Bulgarien     | 6.850   | 7.900   | 7.450   |      | 14.825 |
| 5    | Spanien       | 6.400   | 7.700   | 7.700   |      | 14.750 |
| 6    | Aserbaidschan | 6.350   | 7.700   | 7.500   |      | 14.525 |
| 7    | Israel        | 5.450   | 7.600   | 7.400   |      | 13.925 |
| 8    | Frankreich    | 5.800   | 7.600   | 7.050   |      | 13.750 |

### Gruppe 3 Reifen + 2 Keulen
| Rang | Nation        | D Score | A Score | E Score | Pen. | Gesamt |
| ---- | ------------- | ------- | ------- | ------- | ---- | ------ |
|      | Russland      | 8.100   | 8.700   | 8.450   |      | 16.850 |
|      | Italien       | 7.550   | 8.650   | 8.450   |      | 16.550 |
|      | Bulgarien     | 7.400   | 8.450   | 8.300   |      | 16.225 |
| 4    | Belarus       | 7.250   | 8.400   | 7.850   |      | 15.675 |
| 5    | Israel        | 6.250   | 7.800   | 8.000   |      | 15.025 |
| 6    | Griechenland  | 6.300   | 7.600   | 7.950   |      | 14.900 |
| 7    | Aserbaidschan | 6.100   | 7.650   | 7.700   |      | 14.575 |
| 8    | Ukraine       | 7.150   | 7.350   | 7.400   | 0.40 | 14.250 |

## Ergebnisse Juniorinnen

### Mannschaftsmehrkampf
| Rang | Nation                 |        |        |        |        | Total  |
| ---- | ---------------------- | ------ | ------ | ------ | ------ | ------ |
|      | Russland               | 24.800 | 24.975 | 24.475 | 24.200 | 98.450 |
|      | Belarus                | 23.975 | 21.650 | 24.025 | 23.450 | 93.100 |
|      | Bulgarien              | 21.475 | 24.000 | 23.225 | 22.875 | 91.575 |
| 4    | Ukraine                | 20.675 | 22.950 | 22.175 | 22.475 | 88.275 |
| 5    | Rumänien               | 22.200 | 21.975 | 21.125 | 21.375 | 86.675 |
| 6    | Israel                 | 20.650 | 21.850 | 22.225 | 21.525 | 86.250 |
| 7    | Italien                | 21.525 | 22.050 | 21.000 | 20.950 | 85.525 |
| 8    | Tschechien             | 21.075 | 21.900 | 21.550 | 20.450 | 84.975 |
| 9    | Griechenland           | 20.150 | 22.150 | 21.075 | 20.875 | 84.250 |
| 10   | Deutschland            | 20.675 | 21.375 | 21.600 | 20.375 | 84.025 |
| 11   | Ungarn                 | 20.325 | 22.200 | 19.575 | 21.700 | 83.800 |
| 12   | Georgien               | 20.675 | 20.375 | 20.525 | 21.300 | 82.875 |
| 13   | Polen                  | 20.100 | 21.050 | 21.000 | 20.550 | 82.700 |
| 14   | Türkei                 | 19.925 | 21.475 | 21.025 | 20.200 | 82.625 |
| 15   | Lettland               | 20.375 | 20.050 | 20.575 | 21.150 | 82.150 |
| 16   | Aserbaidschan          | 20.200 | 21.425 | 21.325 | 18.300 | 81.250 |
| 17   | Spanien                | 20.100 | 20.550 | 20.175 | 20.200 | 81.025 |
| 18   | Frankreich             | 19.275 | 21.050 | 20.550 | 19.625 | 80.500 |
| 19   | Slowakei               | 19.875 | 21.000 | 19.650 | 19.775 | 80.300 |
| 20   | Portugal               | 18.525 | 21.525 | 19.375 | 20.050 | 79.475 |
| 21   | Österreich             | 18.875 | 20.300 | 20.050 | 19.975 | 79.200 |
| 22   | Zypern                 | 19.200 | 20.100 | 19.775 | 19.175 | 78.250 |
| 23   | Moldau                 | 17.825 | 19.575 | 19.750 | 19.900 | 77.050 |
| 24   | Finnland               | 19.500 | 19.500 | 19.100 | 18.750 | 76.850 |
| 25   | Estland                | 18.925 | 20.050 | 19.025 | 18.400 | 76.400 |
| 26   | Slowenien              | 18.225 | 19.875 | 18.975 | 19.000 | 76.075 |
| 27   | Kroatien               | 18.550 | 19.250 | 19.475 | 18.675 | 75.950 |
| 28   | Belgien                | 18.800 | 19.100 | 18.825 | 18.375 | 75.100 |
| 29   | Vereinigtes Königreich | 18.325 | 19.350 | 19.450 | 17.275 | 74.400 |
| 30   | Litauen                | 18.025 | 18.150 | 18.125 | 18.300 | 72.600 |
| 31   | Serbien und Montenegro | 17.925 | 18.225 | 18.525 | 17.150 | 71.825 |
| 32   | Norwegen               | 16.600 | 18.850 | 18.175 | 17.300 | 70.925 |
| 33   | Niederlande            | -      | 18.075 | -      | 17.175 | 35.250 |

### Seil
| Rang | Athletin             | Nation      | D Score | A Score | E Score | Pen. | Total  |
| ---- | -------------------- | ----------- | ------- | ------- | ------- | ---- | ------ |
|      | Alexandra Jermakowa  | Russland    | 6.850   | 8.500   | 17.200  |      | 24.875 |
|      | Anastassija Iwankowa | Belarus     | 6.150   | 8.000   | 16.700  |      | 23.775 |
|      | Filipa Siderowa      | Bulgarien   | 5.650   | 7.900   | 16.100  |      | 22.875 |
| 4    | Cristina Lautaru     | Rumänien    | 5.600   | 7.400   | 15.700  |      | 22.200 |
| 5    | Olga Sganzerla       | Italien     | 5.400   | 7.150   | 15.700  |      | 21.975 |
| 6    | Alina Maksymenko     | Ukraine     | 5.750   | 7.450   | 15.300  |      | 21.900 |
| 7    | Nela Radimerska      | Tschechien  | 4.950   | 7.500   | 14.900  |      | 21.125 |
| 8    | Elena Titova         | Georgien    | 4.950   | 6.800   | 15.100  |      | 20.975 |
| 9    | Aleksandra Zapekina  | Deutschland | 4.600   | 7.150   | 14.800  |      | 20.675 |

Maksymenko, Titova und Zapekina erhielten in der Qualifikation dieselbe Punktzahl und kamen somit allesamt ins Finale.

### Reifen
| Rang | Athletin                  | Nation       | D Score | A Score | E Score | Pen. | Total  |
| ---- | ------------------------- | ------------ | ------- | ------- | ------- | ---- | ------ |
|      | Jekaterina Donitsch       | Russland     | 6.950   | 8.500   | 17.000  |      | 24.725 |
|      | Filipa Siderowa           | Bulgarien    | 5.950   | 8.050   | 16.900  |      | 23.900 |
|      | Walerija Schurchal        | Ukraine      | 5.850   | 6.900   | 16.000  |      | 22.375 |
| 4    | Irina Brigita Lalciu      | Rumänien     | 5.650   | 7.200   | 15.900  |      | 22.325 |
| 5    | Dora Vass                 | Ungarn       | 5.400   | 7.400   | 15.600  |      | 22.000 |
| 6    | Martina Alicata Terranova | Italien      | 5.150   | 7.250   | 15.800  |      | 22.000 |
| 7    | Nela Radimerska           | Tschechien   | 5.350   | 7.400   | 15.400  |      | 21.775 |
| 8    | Sophia Bacharidou         | Griechenland | 5.650   | 7.000   | 15.300  |      | 21.625 |

### Keulen
| Rang | Athletin               | Nation        | D Score | A Score | E Score | Pen. | Total  |
| ---- | ---------------------- | ------------- | ------- | ------- | ------- | ---- | ------ |
|      | Natalja Pitschuschkina | Russland      | 6.850   | 8.550   | 17.100  |      | 24.800 |
|      | Maryja Juschkewitsch   | Belarus       | 6.000   | 8.250   | 16.400  |      | 23.525 |
|      | Darija Kuschnerowa     | Ukraine       | 6.600   | 7.800   | 15.900  |      | 23.100 |
| 4    | Filipa Siderowa        | Bulgarien     | 5.450   | 8.200   | 16.200  |      | 23.025 |
| 5    | Moran Buzovski         | Israel        | 5.200   | 7.450   | 15.800  |      | 22.125 |
| 6    | Karolina Raskina       | Deutschland   | 5.450   | 7.350   | 15.600  |      | 22.000 |
| 7    | Monika Míčková         | Tschechien    | 5.100   | 7.500   | 15.600  |      | 21.900 |
| 8    | Zeynab Javadli         | Aserbaidschan | 5.200   | 6.850   | 15.300  |      | 21.325 |

### Band
| Rang | Athletin             | Nation    | D Score | A Score | E Score | Pen. | Total  |
| ---- | -------------------- | --------- | ------- | ------- | ------- | ---- | ------ |
|      | Darja Kondakowa      | Russland  | 7.000   | 8.300   | 16.700  |      | 24.350 |
|      | Biljana Prodanowa    | Bulgarien | 5.750   | 7.650   | 16.100  |      | 22.800 |
|      | Darija Kuschnerowa   | Ukraine   | 6.000   | 8.000   | 15.700  |      | 22.700 |
| 4    | Irina Brigita Lalciu | Rumänien  | 5.550   | 7.500   | 15.800  |      | 22.325 |
| 5    | Anastassija Iwankowa | Belarus   | 6.150   | 7.800   | 15.000  |      | 21.975 |
| 6    | Dora Vass            | Ungarn    | 5.100   | 6.900   | 15.200  |      | 21.200 |
| 7    | Neta Rivkin          | Israel    | 5.000   | 7.150   | 15.000  |      | 21.075 |
| 8    | Elena Titova         | Georgien  | 5.150   | 7.000   | 14.700  | 0.10 | 20.675 |

## Medaillenspiegel
| Rang | Nation    | Gold | Silber | Bronze | Gesamt |
| ---- | --------- | ---- | ------ | ------ | ------ |
| 1    | Russland  | 9    | 1      | -      | 10     |
| 2    | Belarus   | -    | 4      | 1      | 5      |
| 3    | Bulgarien | -    | 2      | 3      | 5      |
| 4    | Italien   | -    | 2      | 1      | 3      |
| 5    | Ukraine   | -    | -      | 4      | 4      |